# Timandra crassestrigata
Timandra crassestrigata là một loài bướm đêm trong họ Geometridae.